# Bollmannia stigmatura
Bollmannia stigmatura är en fiskart som beskrevs av Gilbert 1892. Bollmannia stigmatura ingår i släktet Bollmannia och familjen smörbultsfiskar. IUCN kategoriserar arten globalt som otillräckligt studerad. Inga underarter finns listade.